# Йордан Ковачев (астроном)
Вижте пояснителната страница за други личности с името Йордан Ковачев.
Йордан Давидов Ковачев е български астроном, математик и геодезист, професор в Софийския университет.

## Биография
Роден е през 1875 г. в Кюстендил. Завършва Софийския университет, след което специализира две години геодезия в Париж и една година в Пруския геодезически институт в Потсдам. Той е първият асистент по астрономия в България. Работи в катедра Астрономия в Софийския университет от 1 септември 1901 г. до 1 януари 1904 г. До 1919 г. е нехоноруван доцент по математическа география, след което е хоноруван доцент, както и редовен професор по геодезия и културна техника в Агрономо-лесовъдския факултет. Почива през 1934 г.

## Творчество
Автор е на над 150 научни и научнопопулярни труда в областта на астрономията и геодезията. По-важни са:
- „Нашето звездно небе“ (1928)[4]
- „Животът на звездите“ (1929)[4]
- „Принос към историята на картата на България“ (1932)[2]
- „Астрономическа география“ (1932) – първият университетски учебник по астрономия.[3]
- „Радиоастрономия“ (1962)[4]